# Serquigny
Serquigny település Franciaországban, Eure megyében. Lakosainak száma 1772 fő (2022. január 1.). Serquigny Beaumont-le-Roger és Nassandres sur Risle községekkel határos.

## Népesség
A település népessége az elmúlt években az alábbi módon változott:
| Lakosok száma | 1794 | 2236 | 2197 | 2139 | 2034 | 2003 | 1987 | 1852 | 1793 | 1772 |
|               | 1968 | 1982 | 1990 | 2006 | 2013 | 2015 | 2017 | 2019 | 2020 | 2022 |